# 河南滑县杀妻事件
河南滑县杀妻事件是一宗2023年2月份中華人民共和國河南省安陽市滑縣桑村乡杨大召村的刑事案件及爭議事件。本案受害人楊某芳因家庭矛盾向丈夫张某豪提出離婚；後者不滿，向受害人脖頸處連砍8刀致其死亡。此事件受害人遺體一度在嫌犯家中暴屍5天，在2月26日不知所蹤。女子家人則用磚頭和水泥封死嫌犯家的大門和窗戶。事後，嫌犯遭警方控制並被刑事拘留。傳言當地警方涉行使職權藏匿尸體，是故當地居民不滿進而發起示威並與警方發生衝突。

## 文獻
1. 1 2 3  曾品潔. . Newtalk新聞. 2023-03-01  [2023-03-01]. （原始内容存档于2023-03-02） –Yahoo （中文（臺灣））.
2. ↑  .   [2023-03-02]. （原始内容存档于2023-03-02）.
3. ↑  .   [2023-03-02]. （原始内容存档于2023-02-28）.